# L'Anton Coix
L'Anton Coix és una masia situada al municipi de Llobera, a la comarca catalana del Solsonès.